# Parfüm-Pagode

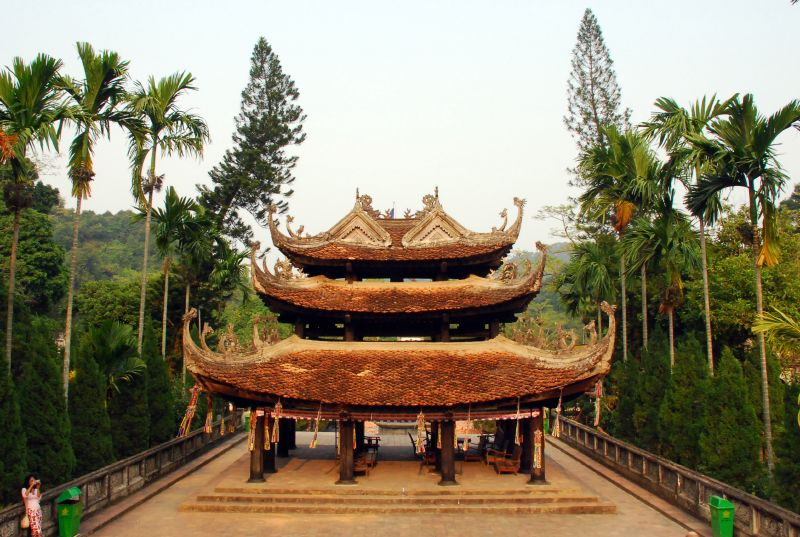
Chùa Hương

Die Parfüm-Pagode (vietnamesisch Chùa Hương) ist eine religiöse Stätte in Vietnam, die ca. 70 km südwestlich von Hanoi, hoch in den Kalksteinbergen von Hương Sơn, liegt. Die Parfüm-Pagode ist eine weitläufige Anlage, die aus vielen Tempeln, Schreinen und Höhlen besteht. Als Pilgerstätte zieht sie jedes Jahr Tausende von Buddhisten an.

## Geschichte
Einer Legende nach wurde die Hương-Tích-Grotte (heute ein Teil des Tempelkomplexes) vor ca. 2000 Jahren von einem Mönch entdeckt und seither als religiöser Ort benutzt. Der Ort wurde von dem Mönch nach einem tibetischen Berg benannt, wo Buddha einst ein asketisches Leben führte. Laut einer anderen Erklärung dankt der Tempelkomplex seinen Namen der reinen und frischen Luft in der Gegend sowie dem Geruch von Blumen und blühenden Bäumen.
Der erste kleine Tempel wurde vermutlich an der Stelle der heutigen Thiên-Trù-Pagode im 15. Jahrhundert erbaut. Im 17.–18. Jahrhundert wurden weitere Tempel errichtet. Während des Ersten und Zweiten Indochinakrieges wurden die Pforte und der Glockenturm der Thiên-Trù-Pagode zerstört. Der Glockenturm wurde 1986, die Pforte 1994 wieder aufgebaut.

## Aufbau

### Đền Trình

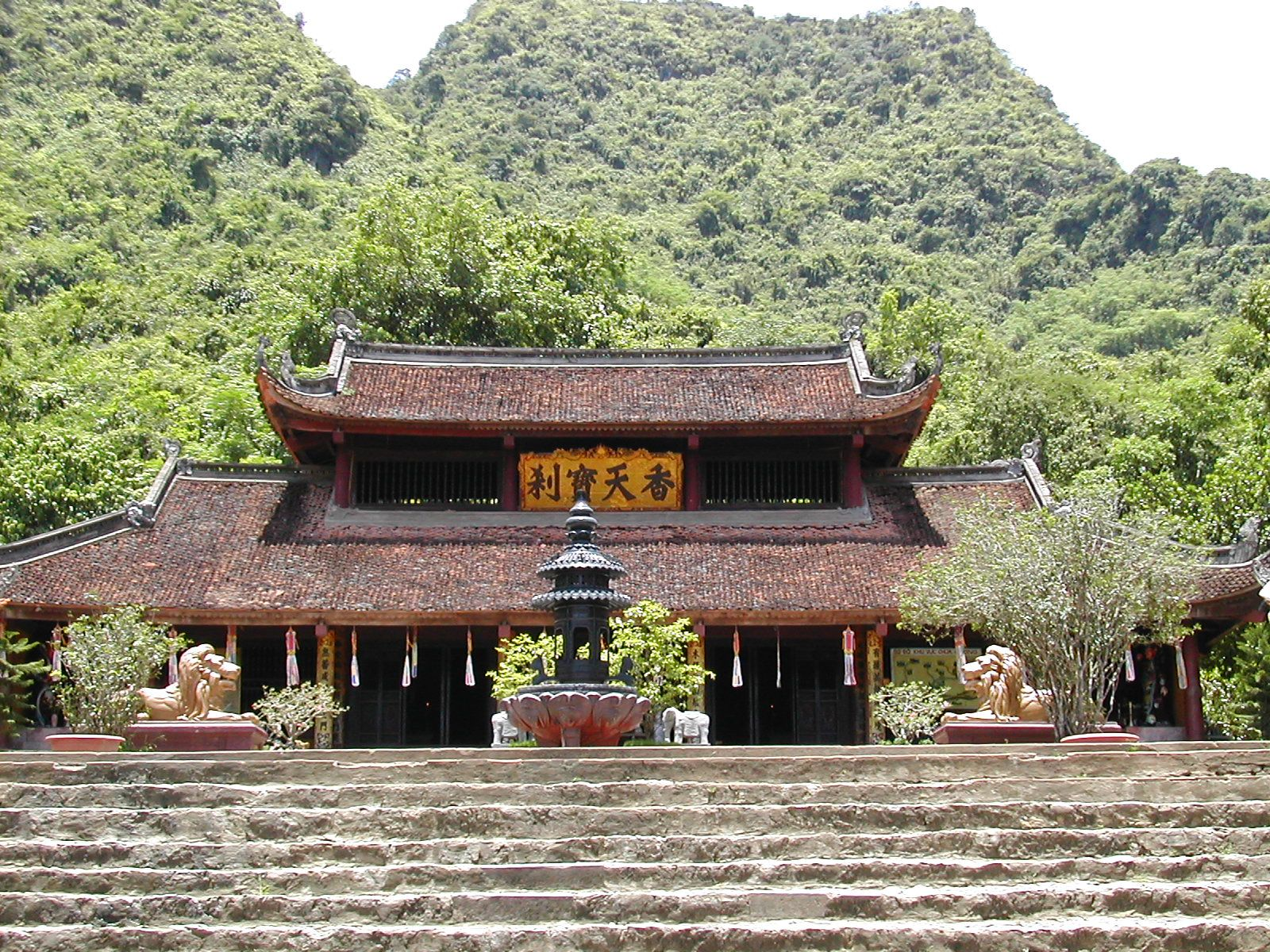
Thiên-Trù-Pagode

Đền Trình ist das erste Bauwerk des Tempelkomplexes, das man während einer Ruderbootfahrt auf dem Yen-Vi-Fluss erreicht. Đền Trình ist ein Registrierungsschrein. In früheren Zeiten mussten sich alle Besucher des Chùa Hương dort registrieren lassen und ihre Absichten benennen. Heute hat der Halt in Đền Trình einen symbolischen Erinnerungswert und dient der Einführung in den großen Tempelkomplex.

### Thiên-Trù-Pagode
Der Name der Pagode bedeutet „Himmlische Küche“ oder „Pagode, die zum Himmel führt“. Dieser Tempel gehört zu den Außentempeln der Anlage. Er wurde im 17.–18. Jahrhundert in eine Felsformation hineingebaut und liegt eingebettet zwischen Hügeln und Bergen. Die Thiên-Trù-Pagode ist der Gottheit Quan Am gewidmet, symbolisch ist damit der Beginn der Reise zum Himmel gemeint. Die Pagode ist wegen ihres Thuy-Tien-Turms bekannt, eines Monoliths aus Granit.

### Tiên-Sơn-Grotte
Auf der rechten Seite der Thiên-Trù-Pagode liegt die Tiên-Sơn-Grotte, die durch ihre fünf Granitstatuen und verschiedene Felsformationen an den Wänden bekannt ist. Beim Schlag mit der Hand klingen einige Formationen wie Glocken.

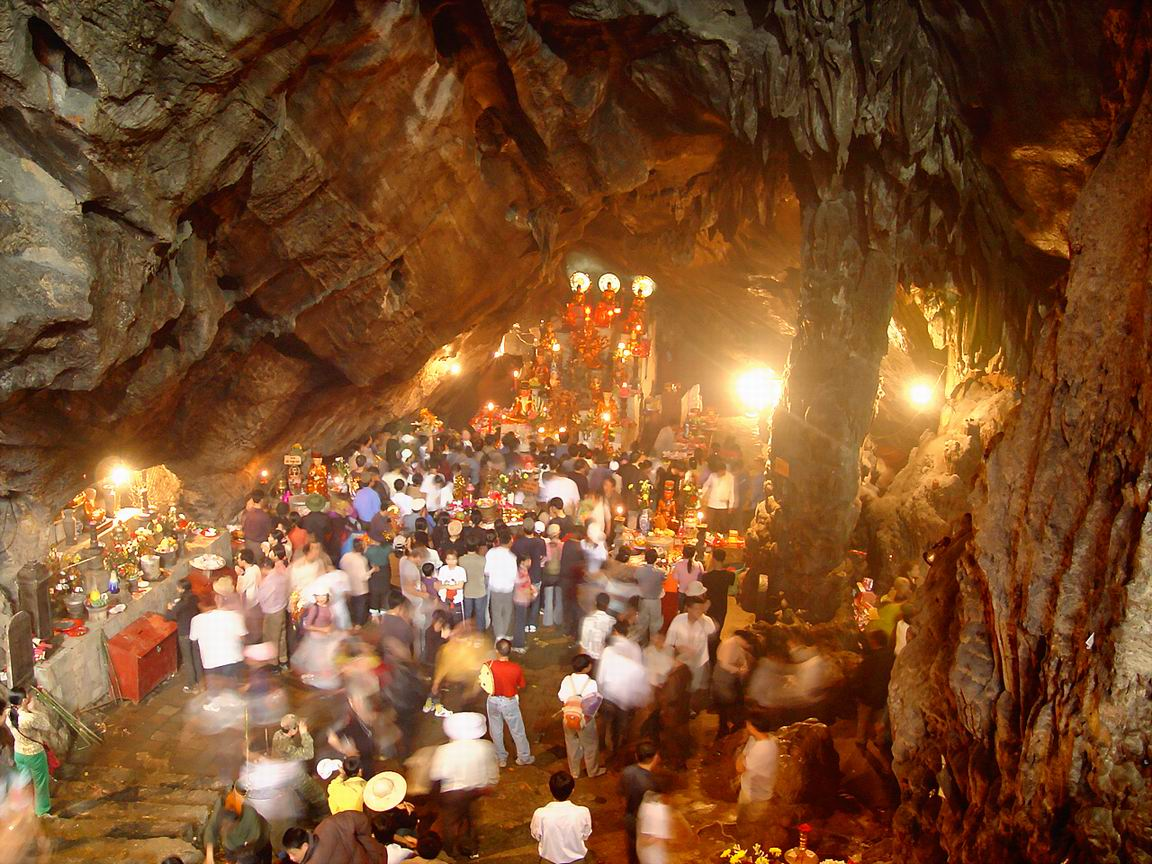
Hương-Tích-Grotte

### Hương-Tích-Grotte
Die Hương-Tích-Grotte befindet sich am Gipfel des Berges Hương Tích, was so viel wie „Berg der wohlriechenden Spur“ bedeutet, und ist zu Fuß oder mit der Seilbahn zu erreichen. Die Grotte hat für die Mahayana-Buddhisten in Vietnam eine sehr große Bedeutung.
Die Inschrift Nam Thien De Nhat Dong (von Trinh Sam, 1767 bis 1782 Herrscher von Nord-Vietnam) auf der Granitplatte am Eingang bedeutet „Die schönste Grotte unter dem südlichen Himmel“. In der Grotte, in der auch heute noch religiöse Veranstaltungen stattfinden, findet man mehrere bunte Stalagmiten und Stalaktiten.
Andere Anlagen des Tempelkomplexes sind die Thuyết-Kinh-Grotte, der Phật-Tích-Tempel und der Vong-Tempel.

## Nutzung

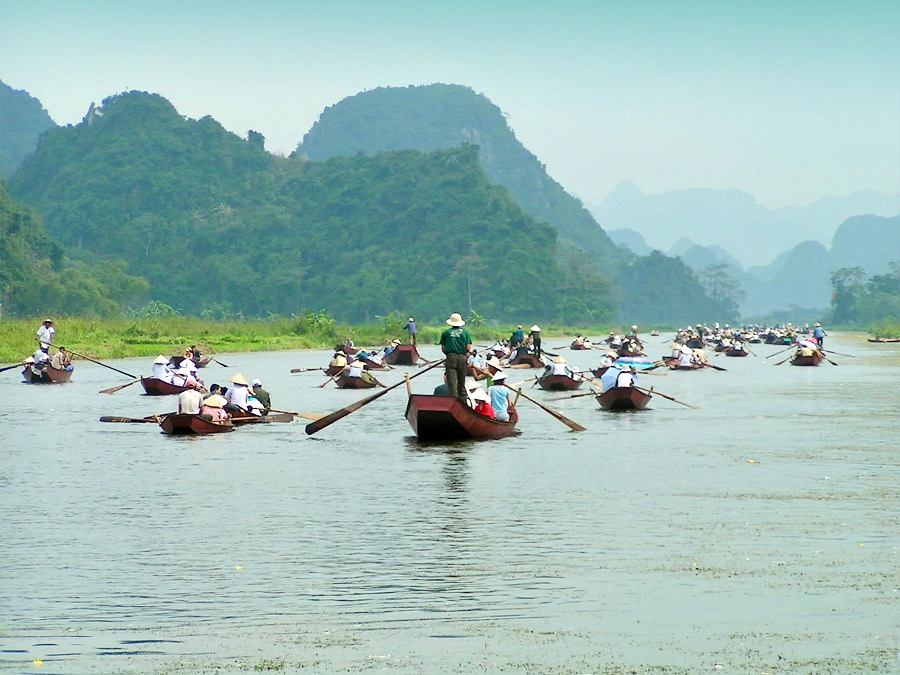
Pilger auf dem Yen-Vi-Fluss

### Pilgerschaft
Jedes Jahr bereisen Hunderttausende von Pilgern den Tempelkomplex, um an dieser heiligen Stätte um Vergebung, Glück, Gesundheit, Nachwuchs und Wohlstand zu beten. Die Parfüm-Pagode ist eine beliebte Sehenswürdigkeit für lokale und ausländische Touristen.

### Parfümpagodenfest
Das Parfüm-Pagoden-Fest (Hội Chùa Hương) findet in der Parfüm-Pagode in den ersten drei Monaten des Mondkalenders, zwischen Februar und März, statt. Buddhisten aus ganz Vietnam versammeln sich dort, um in den Tempeln Buddha zu verehren. Das Fest ist auch unter jungen Menschen beliebt, die die Verbindung fürs Leben eingehen wollen.